# おばはん刑事!流石姫子
『おばはん刑事!流石姫子』（おばはんでか さすがひめこ）は、1998年から2006年までテレビ朝日系「土曜ワイド劇場」で放送された刑事ドラマシリーズ。全9回。主演は中村玉緒。

## キャスト

### 神奈川県警横浜本牧警察署
流石姫子
演 - 中村玉緒
刑事課。階級は巡査部長。恭一の実母。若い時に啓吾と大恋愛し恭一を授かるものの、彼の実家である堤家に猛反対され未婚の母となる。その後啓吾の結婚相手に子供が出来なかった事から、将来を考えて息子も泣く泣く手放す。啓吾や知人からは「姫ちゃん」と呼ばれている。
堤恭一
演 - 鶴見辰吾
署長。第1作では33歳の設定だった。父は警察庁次長・堤啓吾警視監。実母は姫子だが、生後間もなく引き離されている。その為義母（啓吾の結婚相手）と彼女が亡くなる3年前まで一緒に暮らしており、長らく姫子の存在を知らなかった。階級は不詳だが警視あるいは警視正と推定される。
丸山圭司
演 - 梶原善（第1作 - 第4作）
刑事課捜査員。流石とコンビを組んでいた刑事。第4作で巡査部長に昇進。
木村琢八
演 - 柳沢慎吾（第4作 - 第9作）
刑事課捜査員。階級は巡査部長。丸山に代わり、流石とコンビを組んでいる刑事。恭一とは小中学校時代の同級生
山城大吉
演 - 清水章吾
刑事課長。
安井民夫
演 - 山崎一
刑事課捜査員。
鴨下秀樹
演 - 松永博史
刑事課捜査員。
秋葉信太朗
演 - 鴈龍太郎（第3作 - 第9作）
鑑識。
山田正子
演 - 光井みほ（第1作 - 第5作）、沢地優佳（第6作 - 第9作）
署員。
吉永由香
演 - 岡本恵美子（第1作 - 第5作）
署員。

### 警察庁
堤啓吾
演 - 北村総一朗
警察庁次長。階級は警視監。恭一の父。姫子とは大恋愛の末に息子の恭一を授かるものの、実家の猛反対により泣く泣く別れ、後に結婚相手に子供が出来なかったという理由から恭一まで取り上げてしまう事になる。その後も姫子の事を忘れられず気にかけてはいるようだが、子供との一件もありもどかしい関係となっている。第9作のラストで無事に姫子と再婚する。

### その他
進藤正雄
演 - 高松英郎（第1作 - 第3作）
守衛。横浜本牧警察署の元署長。

### ゲスト
第1作「瞼の息子は超エリート署長!? 天下無敵の母刑事登場！不倫妻の3通の遺書が招いた三重逆転ミステリー」（1998年）
- 倉田沙也子（大造の妻） - 萩尾みどり
- 鳴海義孝（神奈川県警 警部） - 重松収
- 黒岩三郎（神奈川県警 警部補） - 春田純一
- 倉田勉（大造の息子） - 萩野崇
- 桐島レミ（モデル） - 鈴木奈穂
- 看護師 - 藍田真潮、和泉ちぬ
- 倉田大造（会社員） - 石丸謙二郎
- 宮下了（会社社長・沙也子の不倫相手） - 五代高之
- レミの隣人の主婦 - 鷹家昌子
- スポーツクラブのインストラクター - 沢地優佳
- 監察医 - まさき博人
- タクシードライバー - 五十嵐敏郎
- スタント - 渡邊実
- 丹羽時枝（沙也子の友人・看護師） - 姿晴香
- 田中敬司、伊藤竜也、山崎之也、仲倉和志

第2作「息子の婚約者に殺人容疑!? 天下無敵の母デカ、走る！結婚式の夜、死体が握りしめた1本の毛髪に謎が…」（1999年）
- 沢木麗（住宅会社「横浜ホームズ」社員・堤恭一の恋人） - 小川範子
- 鳴海義孝（神奈川県警 警部） - 重松収
- 北原勝彦（神奈川県警 刑事） - 浅見小四郎
- 桜井ルミ - 椎名聡子
- 浦部夏海（「横浜ホームズ」社員・花井の部下） - 芳本美代子
- 島谷涼子（花井の不倫相手） - 景山仁美
- 花井武彦（「横浜ホームズ」営業部長） - 立川三貴
- 花井光江（花井の妻） - 斉藤絵里
- 月岡治（探偵・元代議士秘書） - 上杉祥三
- 蛭間正道（神奈川県警 捜査一課長） - 清水綋治
- 田中耕二、本多晋、井上智之、小林弘幸、柚原旬、藤野晃、花嶋直美、水田耕平、秋元乃枝、村上晃一、日和佐祐子（エレメンツ）、内田みる

第3作「横浜〜長崎、8才の少女が見た父親の殺人!? 家族写真に秘められた謎に天下無敵の母デカが挑む！」（1999年）
- 山下好美（グローバルソフト 社員） - 黒田福美
- 大場美由紀（瓜田の共犯と疑われていた女） - 有沢妃呂子
- 瓜田義之（7年前に殺人で服役し1か月前に出所） - 大村波彦
- 北川秀美（瓜田の元恋人・7年前死亡） - 舟木幸
- 山下結（好美の娘・見学ツアー客） - 奥田佳菜子
- グローバルソフト 社員 - 白鳥智恵子
- 山下敏夫（好美の元夫） - 近藤芳正
- 狩野常雄（グローバルソフト 専務） - 中丸新将
- 富永晴江（グローバルソフト 社員） - 山下容莉枝
- 渓未菜子、川下祐司、山口美保、久野明彦、杉崎佳穂、水田耕平、聞真走一

第4作「襲われた婚約者！ストーカーの美女連続殺人！首を二度絞められた死体に謎が…」（2000年）
- 白河千春（鑑識） - 相田翔子
- 長谷川勝也（由里のマンション管理人） - 田山涼成
- 熊井達也（本牧七丁目交番 巡査部長） - 松重豊
- 青木冬彦（由里の婚約者） - 湯江健幸
- 赤間徹（本牧七丁目交番 巡査） - 大森南朋
- 田所純一（本牧七丁目交番 巡査） - 鶴岡大二郎
- 遠山正美（遠山と美智子の娘・3年前絞殺） - 田村友里
- 本条由里（本条の娘・OL） - 森麻衣子
- 主婦 - 和泉ちぬ、鷹家昌子
- 掃除婦 - 槙ひろ子
- 本条（本条の妻） - 藤夏子
- 本条（神奈川県警 副本部長） - 沖田弘二
- 遠山美智子（遠山の妻） - 赤座美代子
- 遠山正（元刑事） - 名古屋章
- 山崎あかね、松橋美奈、練木有美子、高野翔司、白川日菜

第5作「小樽ガラスの街連続殺人 運河に浮かんだ死体と美人記者の複合接点…真犯人にはウオノメがある！」（2000年）
- 友永栄一（経営コンサルタント） - 峰岸徹
- 根本一郎（小樽新報社会部 デスク） - 斎藤洋介
- 園葉忍義（美佐子に絡んでいた男） - 麿赤児
- 三崎園子（友永の愛人） - 水木薫
- 和田カオリ（キャバクラ嬢） - 西牟田恵
- 谷村信介（常葉物産 社員・河田の友人） - 神田利則
- 山村典子（河田と同じマンションの入居者） - 和泉ちぬ
- 矢島圭子（河田と同じマンションの入居者） - 鷹家昌子
- 河田良介（美佐子の恋人） - 加藤大祐
- 美佐子の母 - 秋山恭子
- 看護師 - 杉崎佳穂
- 大石美佐子（小樽新報社会部 記者） - 有森也実
- 結城吾郎（ガラス職人） - 市川左團次
- 伊藤和子、望月垣

第6作「婚約者連続殺人！花びら舞い散る死体に謎が…」（2001年）
- 草間由紀江（草間の娘・木村琢八の恋人） - 若林しほ
- 草間晴彦 - 青木堅治
- 畑山祥介（弁護士・由紀江の元婚約者） - 水谷あつし
- 望月奈津子 - 藤井美加子
- 辰巳浩三（弁護士） - 石田太郎
- 草間千代 - 水野久美
- 草間伸幸（辰巳の友人） - 左とん平
- 藤田清二、窪園純一、持田篤、大文字祐輔（「祐」は示に右）、横山美菜子、関川愛、アユートン・アルヴィス、伊藤和子、星野広樹

第7作「横浜港涙の連続殺人 引き裂かれた母と子！殺人者は午後3時にノックする…」（2002年）
- 主婦 - 和泉ちぬ、鷹家昌子
- 宅配便の配達員 - 越坂部優介、村田宏
- 銀行員 - 橋沢進一
- デパートの店員 - 小野真弓
- 真奈美の母 - 坂上和子
- 真奈美の父 - 円谷文彦
- 白島真奈美（看護師・一孝の婚約者） - 中山忍
- 後藤一孝（孝太郎と涼子の長男） - 田中実
- 後藤孝二（孝太郎と涼子の次男） - 宮下直紀
- 荒砥日出夫（刺された男） - 江藤漢
- 沢渡琢磨（ホスト） - 川原和久
- 水木彩（沢渡の知り合い） - 鈴木舞花
- 高村涼子（孝太郎の元妻・スナック経営者） - 三沢あけみ
- 後藤孝太郎（高校の校長） - 森山周一郎
- 小林弘幸、椿真由美、加藤亮、風神、村田則男、大関正義、市原真吾、吉田極、小杉茂一郎、細井宏美、吉田桃花、柿沢勇輔、伊藤和子、浜田大介

第8作「京都祇園着物ショー連続殺人！引き裂かれた花嫁衣裳と花かんざしにトリックが…」（2003年）
- 藤色の着物を着ている女性 - 和泉ちぬ
- 美容室「やまと」店員 - 鷹家昌子
- 祇園の女性 - 長谷綾子
- 美容室「やまと」結髪師 - 石原哲夫
- 松園亜由美（松園の娘） - 安永亜衣
- 芦田武雄（芦田工房 つげ櫛職人・亜由美の婚約者） - 緒形幹太
- 春駒（舞妓・芦田の妹） - 山口リエ
- 置屋の女将 - 伊吹友木子
- 近藤（京都府警捜査一課 刑事） - 米山善吉
- つげ櫛店主 - 山之内幸太
- 石堂隆一郎（桔梗屋呉服店 社長） - 出光元
- 竹村清人（着物作家・松園の後輩） - 神保悟志
- 松園龍雲（着物作家・流石姫子の初恋相手） - 竜雷太
- 金子邦夫、新海なつ、池田克成、クニタナカ、羽賀佳代

第9作「－ファイナル－殉職!! 横浜港－房総鴨川温泉、時間差365分の超遠隔殺人トリック！悲涙のウエディングドレス…」（2006年）
- 水木浩二郎（代議士） - 久富惟晴
- 井坂和久（観光船の船員） - 小山絋徳
- 船長 - 飛鳥信
- 桜井ちはな（看護師） - 遠藤久美子
- 月村恭平（神奈川県警 刑事部長） - 佐戸井けん太
- 玉田直樹 - 松田悟志
- 藤井克己 - 脇知弘
- 水木秋彦（ちはなの元恋人） - 湯江健幸
- 高井優 - 芦名星
- 本山春樹（神奈川県警 本部長） - ささきいさお
- 黒井岩男（神奈川県警 捜査一課長） - 大河内浩
- 輿（千葉県警鴨川南警察署 刑事） - 林和義
- 井坂敏美（井坂の母・総合病院の看護師長） - 香山美子
- 野仲功、濱本暢博、宮吉康夫、伊藤訓敏、三角大、貫名護

## スタッフ
- 原作 - 夏樹静子「花を捨てる女」所収「三通の遺言」（第1作）
- 脚本 - 田子明弘（第1作 - 第4作・第6作 - 第9作）、奥村俊雄（第5作）
- 音楽 - 福井弘武
- 監督 - 吉田啓一郎（第1作 - 第4作）、五木田亮一（第5作 - 第9作）
- プロデューサー - 今木清志（テレビ朝日）、西川惠雄（テレパック）、安東多紀（テレパック）、吉沢雅治（テレパック）、池澤辰也（テレパック）、浅野敦也（テレパック）
- 制作 - テレビ朝日、テレパック

## 放送日程
| 話数 | 放送日         | サブタイトル                                                                                            | 脚本     | 監督       | 視聴率 |
| ---- | -------------- | --- | -------- | ---------- | ------ |
| 1    | 1998年09月05日 | 瞼の息子は超エリート署長!? 天下無敵の母刑事登場！ 不倫妻の3通の遺書が招いた三重逆転ミステリー           | 田子明弘 | 吉田啓一郎 | 17.0%  |
| 2    | 1999年05月08日 | 息子の婚約者に殺人容疑!? 天下無敵の母デカ、走る！ 結婚式の夜、死体が握りしめた1本の毛髪に謎が…          | 田子明弘 | 吉田啓一郎 | 15.7%  |
| 3    | 10月23日       | 横浜〜長崎、8才の少女が見た父親の殺人!? 家族写真に秘められた謎に天下無敵の母デカが挑む！                | 田子明弘 | 吉田啓一郎 | 15.6%  |
| 4    | 2000年04月08日 | 襲われた婚約者！ストーカーの美女連続殺人！ 首を二度絞められた死体に謎が…                                | 田子明弘 | 吉田啓一郎 | 16.2%  |
| 5    | 10月14日       | 小樽ガラスの街連続殺人 運河に浮かんだ死体と美人記者の複合接点…真犯人にはウオノメがある！                | 奥村俊雄 | 五木田亮一 | 15.0%  |
| 6    | 2001年07月28日 | 婚約者連続殺人！ 花びら舞い散る死体に謎が…                                                              | 田子明弘 | 五木田亮一 | 17.0%  |
| 7    | 2002年09月07日 | 横浜港涙の連続殺人 引き裂かれた母と子！殺人者は午後3時にノックする…                                     | 田子明弘 | 五木田亮一 | 10.0%  |
| 8    | 2003年08月02日 | 京都祇園着物ショー連続殺人！ 引き裂かれた花嫁衣裳と花かんざしにトリックが…                              | 田子明弘 | 五木田亮一 | 12.8%  |
| 9    | 2006年08月26日 | －ファイナル－ 殉職!! 横浜港－房総鴨川温泉、時間差365分の超遠隔殺人トリック！ 悲涙のウエディングドレス… | 田子明弘 | 五木田亮一 | 11.5%  |

- 視聴率はビデオリサーチ調べ、関東地区・世帯